# Cinarina
La cinarina è un polifenolo derivato dell'acido caffeico, presente nel carciofo. Chimicamente è un diestere formato da acido chinico e da due unità di acido caffeico. Apporta benefici alla funzionalità epatica